# Sumak-familien
Sumak-familien (Anacardiaceae) er en stor familie med ca. 600 arter. De fleste slægter og arter er dog tropiske eller subtropiske. Det er træer eller buske, der ofte har et stort indhold af garvestoffer og harpikser. Her nævnes kun de slægter, der er repræsenteret med arter, der kan ses i Danmark, eller som er økonomiske betydningsfulde.
| Slægter |

- Cashew-slægten (Anacardium)
- Giftsumak (Toxicodendron)
- Mango-slægten (Mangifera)
- Parykbusk-slægten (Cotinus)
- Pistacie (Pistacia)
- Pebertræ (Schinus) – ikke at forveksle med Peberbusk!
- Sumak (Rhus)

| Portal | Portal:Botanik |

| Botanik | Spire Denne botanikartikel er en spire som bør udbygges. Du er velkommen til at hjælpe Wikipedia ved at udvide den. |